# Gino Pavesi
Gino Pavesi (Pisa, 9 maggio 1888 – Roma, 3 febbraio 1960) è stato un ammiraglio italiano.

## Biografia
Nato a Pisa nel 1888, fratello di Ugo (Novara 1886 - Milano 1935, progettista e costruttore del Pavesi P4). Nel 1915 sposa Gemma Carlomagno, figlia di un possidente e industriale cerealicolo argentino; dalla loro unione nasce Carlo Alberto (Venezia 1917-Roma 1984), che diventerà Ufficiale della Regia Marina e della Marina Militare italiana. Rimasto vedovo nel 1943, sposa in seconde nozze la fiorentina Laura Chiostri. 

### Carriera militare
Gino Pavesi entrò nell'Accademia navale di Livorno nel 1906, venendo nominato guardiamarina nel 1909. Nel 1911-1912 Pavesi partecipò alla guerra italo-turca, col grado di sottotenente di vascello, a bordo dell'incrociatore corazzato Giuseppe Garibaldi. Promosso a tenente di vascello nell'aprile 1915, durante la prima guerra mondiale prestò servizio su corazzate (tra cui l'Ammiraglio di Saint Bon) e cacciatorpediniere (tra cui l'Antonio Mosto).
Tra il 1925 e il 1926, col grado di capitano di corvetta, fu comandante in seconda dell'esploratore Ancona; comandò, tra il 1926 e il 1927 i cacciatorpediniere Agostino Bertani e Cesare Battisti. Promosso capitano di fregata il 15 ottobre 1927. Tra il 1933 e il 1935, promosso a capitano di vascello il 22 febbraio 1934, fu comandante della 1ª squadriglia torpediniere scuola comando a Taranto a bordo della Ippolito Nievo, e degli esploratori Lanzerotto Malocello e Antonio Pigafetta e della relative squadriglie; tra il 4 dicembre 1935 e il 25 gennaio 1937 comandò l'incrociatore leggero Luigi Cadorna. Ricoprì anche incarichi a terra, principalmente presso il Comando Superiore CREM al Ministero della Marina.
Dopo la promozione a contrammiraglio nel gennaio 1940, quando l'Italia entrò nella seconda guerra mondiale (10 giugno 1940) Pavesi prestava servizio presso l'Ispettorato allestimento e collaudo nuove navi; nel febbraio 1941 divenne ispettore delle scuole al Comando Superiore del CREM, del quale nel novembre 1941 divenne comandante superiore.
Promosso ad ammiraglio di divisione nel settembre 1942, Pavesi fu nominato comandante della Zona Militare Marittima di Pantelleria nel marzo 1943.

#### La caduta di Pantelleria
L'isola di Pantelleria rappresentava una base potentemente fortificata, con un aeroporto in caverna (ove avevano base 60 aerei da caccia), al riparo dagli attacchi aerei, otto batterie antinave (per totali 12 cannoni da 152 mm, 13 da 120 mm, 12 da 90 mm) e 14 batterie contraeree, dotate di un totale di 76 cannoni da 76 mm. La presidiava una guarnigione di 11 420 uomini, in massima parte sistemata in posizioni difensive in caverna; le riserve di viveri, a seconda delle fonti, sarebbero bastate per 20, 30 o 50 giorni. I lavori per la realizzazione delle fortificazioni, però, non erano ancora ultimati al momento dell'entrata in guerra, e nei tre anni successivi erano proceduti a rilento; di conseguenza, l'apparato difensivo dell’isola presentava vari punti deboli: sebbene il deposito munizioni principale fosse anch'esso in caverna, la distribuzione delle munizioni alle batterie doveva avvenire mediante strade scoperte; tre pozzi con pompe ad azionamento elettrico dovevano garantire l'autonomia idrica di Pantelleria, ma la relativa centrale elettrica era incompleta (ragion per cui la resistenza dell'isola dipendeva dai rifornimenti d’acqua provenienti dall'Italia), e per la distribuzione dell'acqua nell'isola vi erano solo poche autobotti; a causa dei costi elevati, gli apprestamenti in caverna per l'artiglieria non erano stati realizzati, così le batterie erano tutte allo scoperto, e così pure le linee telefoniche, che risultavano dunque molto vulnerabili; mancavano ostacoli subacquei e permanenti e campi minati. Con la resa delle forze dell'Asse in Tunisia, nel maggio 1943, Pantelleria si venne a trovare in prima linea; ma la popolazione civile, che contava oltre 10 000 abitanti, non fu evacuata e si ritrovò senza rifugi antiaerei, dovendo così utilizzare gli stessi rifugi della guarnigione.
Per gli Alleati la presa di Pantelleria e delle Isole Pelagie, ancorché non fondamentale per la pianificata invasione della Sicilia, poteva rivestire notevole utilità perché avrebbe messo a disposizione un aeroporto in più in aggiunta a quelli, già sovraffollati, di Malta, oltre a eliminare un avamposto italiano che avrebbe potuto essere comunque fonte di disturbo. A partire dall'8 maggio 1943, pertanto, prese il via l'operazione Corkscrew: da quel giorno, per oltre un mese, l'isola fu sottoposta a continui bombardamenti aerei da parte di circa 1 500 velivoli angloamericani, per annichilirne le difese e il morale della guarnigione, in preparazione di uno sbarco Alleato; in tutto furono sganciate sull’isola 6 202 tonnellate di bombe, di cui 4 705 tonnellate dal 7 all'11 giugno. A ciò si aggiunsero due bombardamenti navali, l'8 e l'11 giugno; unità della Royal Navy misero inoltre in atto un blocco navale nelle acque attorno all'isola, anche se ciò non impedì del tutto l'arrivo di rifornimenti inviati di notte con motozattere e altre piccole unità. I bombardamenti ebbero l'effetto di sconvolgere le comunicazioni e la rete viaria, rendendo estremamente difficile la distribuzione di viveri e acqua, di porre fuori uso la centrale elettrica e di distruggere parte delle artiglierie (ma ancora la sera del 9 risultavano efficienti il 48% delle batterie contraeree e l'80% di quelle antinave). Le perdite umane tra la guarnigione e la popolazione civile furono molto limitate (una quarantina di morti e meno di 150 feriti tra i militari, 4 o 5 vittime e 6 feriti tra la popolazione civile), grazie alla grande disponibilità di rifugi in caverna, ma le ripercussioni sul morale delle ininterrotte incursioni aeree degli ultimi giorni furono pesanti. Un invito alla resa fu presentato dagli Alleati il 10 giugno, ma Pavesi non rispose (come aveva già fatto una prima volta alcuni giorni prima); il giorno seguente, una flottiglia da sbarco di una cinquantina di unità britanniche, aventi a bordo 14 000 uomini, si presentò nelle acque antistanti Pantelleria. Alle 3:55 dell'11 giugno Pavesi chiese a Supermarina l'autorizzazione ad arrendersi; la richiesta fu portata a Benito Mussolini, il quale – dopo una consultazione con Supermarina e con il Comando supremo militare italiano – decise di autorizzarla, ordinando che il segnale di resa venisse trasmesso a mezzogiorno di quel giorno, e che la resa venisse motivata con la mancanza di acqua. L'ammiraglio Pavesi, tuttavia, non attese l'autorizzazione di Roma, e annunciò la sua resa alle ore 11.
Internato in un campo di prigionia nel Regno Unito, Pavesi fu rimpatriato nel novembre 1944. Nel mentre, in Italia, l'ammiraglio fu oggetto di durissime critiche – specie negli ambienti del regime fascista, e ancor più, in seguito, di quelli della Repubblica di Salò – che lo accusavano di non aver opposto la dovuta resistenza all'attacco Alleato, "quali le leggi del dovere e dell’onore gli imponevano", se non di aperto tradimento. Nel maggio 1944 fu processato e condannato a morte in contumacia dal Tribunale speciale per la difesa dello Stato di Parma.
La decisione di Pavesi è stata da molti giustificata col fatto che una resistenza a oltranza avrebbe soltanto portato a un massacro della guarnigione e della popolazione civile di Pantelleria, senza che i piani Alleati potessero essere rimandati di più di qualche giorno. Maggiori critiche hanno riguardato la decisione di non ordinare, prima della resa, la distruzione dei depositi di materiale, degli hangar e delle altre installazioni militari dell'isola, che caddero così intatte in mano nemica.

#### Dopoguerra
Pavesi riprese servizio nel 1945, a disposizione dello Stato Maggiore; nel 1946-1947 fu direttore generale del Corpo degli equipaggi militari marittimi, poi fu assegnato allo Stato Maggiore per incarichi speciali. Posto in ausiliaria per limiti d'età nel 1948, fu promosso nel 1957 ammiraglio di squadra nella riserva. Morì a Roma il 3 febbraio 1960. Riposa al cimitero monumentale del Verano.